# Noise of Silence
Noise of Silence is een EP van Aidan Baker. Het album met maar één track werd oorspronkelijk uitgegeven in een beperkte oplage in 2007. In 2011 kwam een geremasterde versie op de markt via het kleine platenlabel Essence Music. Van het album verscheen ook een gelimiteerde (122 stuks) luxe uitvoering met een cd-r met muziek uit de beginperiode van Aidan Baker (1991-1995). Op Noise of Silence wordt af en toe de zinsnede 'I felt suicidal' gefluisterd, verwijzend naar het feit dat sommige mensen door totale stilte tot zelfdoding kunnen worden gedreven.

## Musici
- Aidan Baker – gitaar, loops

## Muziek
| Nr. | Titel            | Duur  |
| --- | ---------------- | ----- |
| 1.  | Noise of Silence | 49:54 |